# Gudie Hutchings
Pour les articles homonymes, voir Hutchings.
Gudrid "Gudie" Hutchings, née le 1er septembre 1959 à Corner Brook, est une femme politique canadienne, actuellement députée à la Chambre des communes du Canada.
Elle représente la circonscription de Long Range Mountains, à Terre-Neuve-et-Labrador, sous la bannière du Parti libéral du Canada de les élections fédérales de 2015 à 2025.
Elle est ministre du Développement économique rural de 2021 à 2025 et ministre responsable de l'Agence de promotion économique du Canada atlantique de 2023 à 2025 au sein du gouvernement de Justin Trudeau.

## Biographie
Gudie Hutchings naît le 1er septembre 1959 à Corner Brook et grandit dans le vallée du Humber. Elle étudie à l'Université Acadia et lance son entreprise de pourvoirie en tant que propriétaire et exploitante de camps de pêche à la mouche dans le Labrador. Elle est vice-présidente de la Newfoundland and Labrador Outfitters Association durant plus de dix ans et participe à la création de la Fédération canadienne des associations de pourvoyeurs.

### Carrière politique
Elle candidate à l'investiture du Parti libéral du Canada dans Long Range Mountains en novembre 2014. Elle remporte la désignation le 16 mars 2015, battant l'avocat Mark Watton. Le 19 octobre, elle est très largement élue, obtenant plus de 73 % des suffrages.
Elle devient secrétaire parlementaire pour la Petite Entreprise et le Tourisme et le reste jusqu'en septembre 2017. En novembre 2017, elle est nommée au tout nouveau Comité des parlementaires sur la sécurité nationale et le renseignement par le premier ministre.

#### Ministre
Le 26 octobre 2021, elle est nommée ministre du Développement économique rural au sein du gouvernement de Justin Trudeau. Le 26 juillet 2023, elle devient également ministre canadienne responsable de l'Agence de promotion économique du Canada atlantique (APECA).
Le 9 janvier 2025, Hutchings annonce ne briguera pas un nouveau mandat lors des élections à venir dans l'année.

## Résultats électoraux
|       | Candidat        | Parti        | # de voix | % des voix |
|       | Wayne Ruth      | Conservateur | +05 085,  | 12,16 %    |
|       | Gudie Hutchings | Libéral      | +30 889,  | 73,85 %    |
|       | Devon Babstock  | NPD          | +04 739,  | 11,33 %    |
|       | Terry Cormier   | Vert         | +01 111,  | 2,66 %     |
| Total | Total           | Total        | 41 824    | 100 %      |